# Phalanger ornatus
El cuscús de las Molucas (Phalanger ornatus) es una especie de marsupial diprotodonto de la familia Phalangeridae. Es endémica de Indonesia, específicamente en las islas Molucas del norte: Halmahera, Ternate, Tidore, Bacan y Morotai.
Habita en el bosque tropical húmedo primario, bosques secundarios y huertas rurales. Es una especie adaptable.
Su cuerpo con la cabeza mide entre 360 y 400 mm y la cola entre 300 y 340 mm de longitud. El pelaje es de color castaño rojizo con puntos blancos, pero la cola es gris a plateada, el vientre blanco y el pecho y la garganta anaranjados.